# 빌리 바가

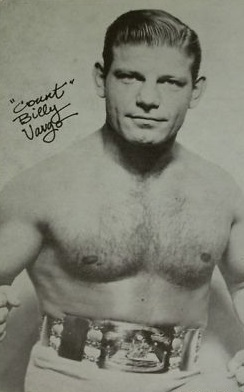

빌리 바가(Billy Varga, 1919년 1월 10일 ~ 2013년 1월 11일)는 미국의 배우, 텔레비전 배우, 프로 레슬링 선수이다.
클리블랜드에서 태어났으며 버뱅크에서 사망하였다.

## 영화
- 스튜어디스 스쿨 (1986년)
- 배드 가이스 (1986년)
- 오클라호마 유전 (1973년)
- 애보트와 코스텔로- 크리스마스 쇼 (1952년)